# Lee Chang-yeob
Lee Chang-yeob (Hangul: 이창엽) más conocido como Cha Seo-won, es un actor surcoreano.

## Biografía
Estudió ingeniería antes de unirse a la Universidad Nacional de Artes de Corea.

## Carrera
Es miembro de la agencia Namoo Actors (나무엑터스).
En octubre de 2017 se unió al elenco recurrente de la serie Children of the 20th Century (también conocida como "20th Century Boy and Girl") donde interpretó a Lee Dong-hoon, un copiloto y compañero de trabajo de la asistente de vuelo Han A-reum (Ryu Hyun-kyung).
El 9 de enero del 2019 se unió al elenco principal de la serie Liver or Die donde dio vida a Lee Wi-sang, el hijo menor de la familia Lee, un joven que no puede realizar su sueño de convertirse en un jugador de béisbol profesional y termina uniéndose a una banda de gánsteres, pero cuya vida cambia cuando conoce y se enamora de Jo Young-pil (Ki Eun-se), la amiga de su hermana mayor, hasta el final de la serie el 14 de marzo del mismo año.
El 25 de septiembre del mismo año se unió al elenco principal de la serie Miss Lee donde interpretó a Park Do-joon, un hombre con una personalidad directa y con habilidades sustanciales como miembro del departamento de compras de "JC Electronics", hasta el final de la serie el 14 de noviembre del mismo año.

## Filmografía

### Series de televisión
| Año             | Título                       | Personaje          | Notas        |
| --------------- | ---------------------------- | ------------------ | ------------ |
| 2021 - presente | The Second Husband           | Yoon Jae-min       |              |
| 2019            | Miss Lee                     | Park Do-joon       | 16 episodios |
| 2019            | Liver or Die                 | Lee Wi-sang        | 40 episodios |
| 2018            | Rich Family's Son            | Choi Yong-yi       |              |
| 2017            | Sisters-in-Law               | Choi Dong-joo      |              |
| 2017            | Children of the 20th Century | Lee Dong-hoon      |              |
| 2015            | Miss Mamma Mia               | Dong Min           |              |
| 2013            | The Heirs                    | Hombre en una Cita |              |

### Películas
| Fecha | Título                                    | Personaje | Notas                                                      |
| ----- | ----------------------------------------- | --------- | ---------------------------------------------------------- |
| 2019  | A Boy and Sungreen (보희와 녹양)          | Doctor    | junto a Ahn Ji-ho, Kim Joo-ah, Seo Hyun-woo y Kim Hyun-bin |
| 2015  | 그 자리                                   | -         |                                                            |
| 2015  | 그 자리                                   | -         |                                                            |
| 2015  | 제 팬티를 드릴게요                        | -         |                                                            |
| 2014  | 추억의 속도                               | -         |                                                            |
| 2014  | 아무도 겨레에 대해 너무 많이 알 수는 없다 | -         |                                                            |
| 2013  | Tenderly Crunch                           | Da Yi-jae | junto a Yoon Park y Choi Jae-min                           |

### Programas de variedades
| Fecha           | Programa               | Notas                |
| --------------- | ---------------------- | -------------------- |
| 2020 - presente | RUN                    | miembro              |
| 2020            | Handsome Tigers        | (no. 3) - miembro    |
| 2018            | Happy Together S4      | (ep. #11) - invitado |
| 2015            | Serial Shopping Family |                      |

### Radio
| Fecha | Título       | Notas |
| ----- | ------------ | ----- |
| -     | 연쇄쇼핑가족 |       |

### Anuncios
| Fecha | Título                     | Notas      |
| ----- | -------------------------- | ---------- |
| -     | KCC - Home CC              |            |
| -     | 아웃백                     |            |
| -     | 베지밀                     |            |
| -     | 더페이스샵                 |            |
| -     | 그날엔 (경동제약) - 2017년 | junto a IU |
| -     | 시노카                     |            |

### Teatro
| Fecha | Título          | Notas     |
| ----- | --------------- | --------- |
| 2017  | Our Bad Magnet  |           |
| 2017  | Behemoth        |           |
| 2016  | Lost Face 1895  | (musical) |
| 2016  | Mama, Don't Cry | (musical) |
| 2015  | CLUB SALOME     | (musical) |

## Apoyo a beneficencia
El 25 de febrero del 2019 junto a los miembros del elenco de "Liver or Die": Yoo Joon-sang, Lee Si-young, Oh Ji-ho y Jeon Hye-bin visitaron el centro de bienestar para personas mayores de Seodaemun y trabajaron en la cafetería, donde saludaron a los residentes y les sirvieron comida.

## Premios y nominaciones
| Año  | Categoría                                   | Premios              | Trabajo            | Resultado |
| ---- | ------------------------------------------- | -------------------- | ------------------ | --------- |
| 2021 | Top Excellence Award, Actor in a Miniseries | 2021 MBC Drama Award | The Second Husband | Ganó      |